# Lázaro Doglioni
Lázaro Doglioni foi um médico e mecenas veneziano que se radicou em Faro no séc. XIX.

## Biografia
Em 1801, enquanto se encontrava em viagem marítima para a Grã-Bretanha e Irlanda, o barco onde viajava o Dr. Doglioni, na companhia de duas irmãs, naufragou. Tendo sido salvo por pescadores de Tavira, viajou até Faro (onde se situava o Consulado veneziano), acabando por ter ficar bastante agradado com a região, as suas gentes o seu clima, pelo que aqui se fixou até ao fim da vida.
A sua presença nesta cidade acabou por fazer com que um seu sobrinho, o Dr. Justino Cúmano, igualmente aqui se fixasse. Um outro sobrinho, Dr. Constantino Cúmano, acabaria por passar igualmente por esta cidade (deixando obra na área do tratamento da sífilis).

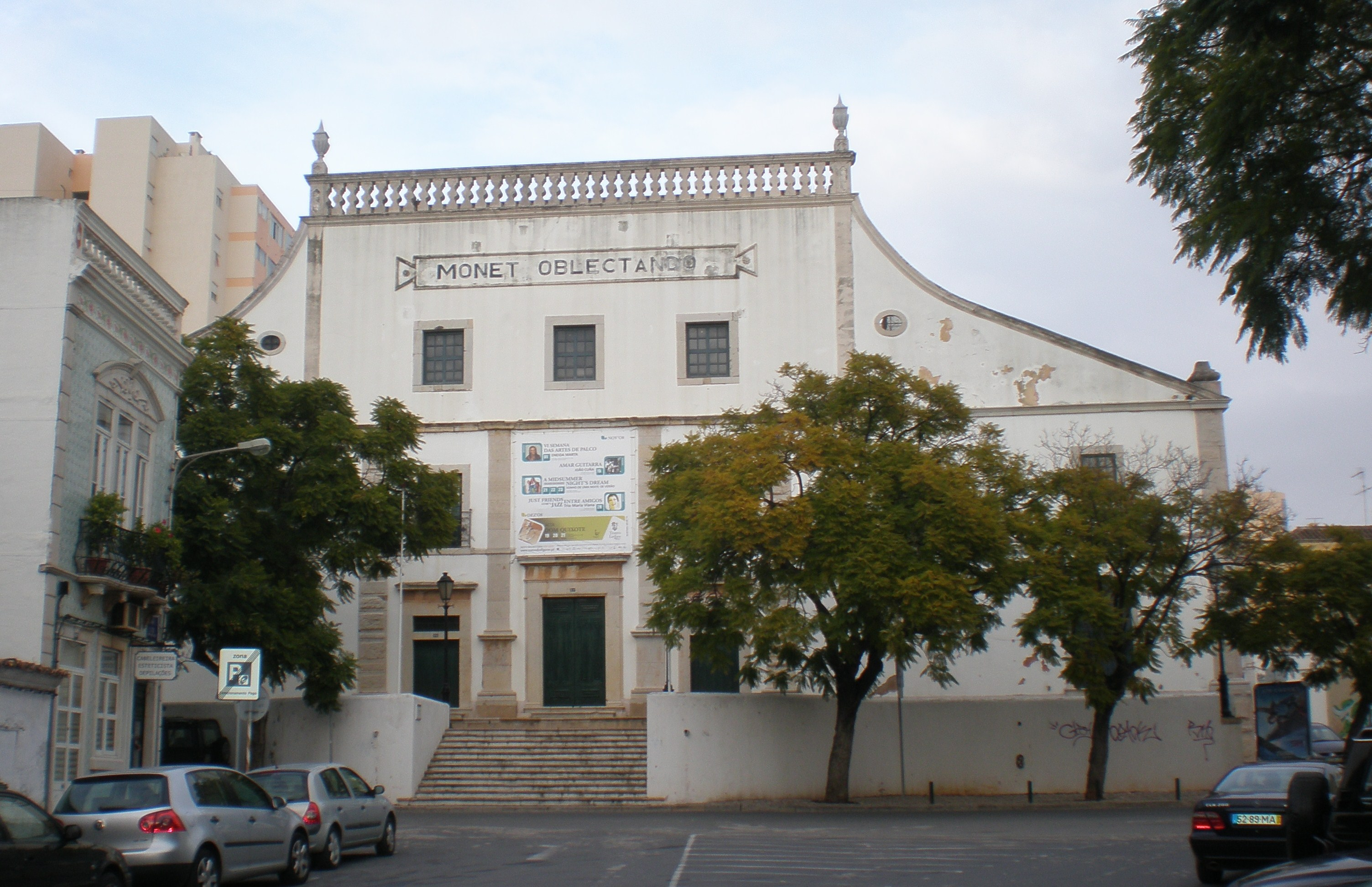
O Teatro Lethes, em Faro, iniciativa do Dr. Doglioni

Em 1843 comprou em hasta pública o edifíco do Convento de Santiago Maior (encerrado desde a expulsão dos Jesuítas), com a intenção de o transformar num teatro como o S. Carlos de Lisboa. Este Teatro Lethes seria inaugurado oficialmente a 4 de Abril de 1845.
Um outro conjunto habitacional, perto de Teatro Lethes, foi também comprado pelo Dr. Doglioni e transformado no notável Palacete Doglioni.

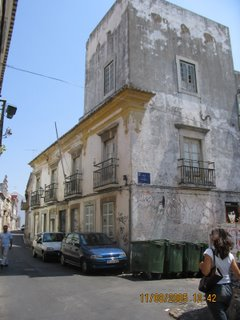
O Solar Crispin,casa de Raul Cumano de Bivar Weinholtz em Faro

Lázaro Doglioni não teve filhos do seu casamento com D. Maria Crispim, pelo que os seus bens acabaram por ser herdados pelo sobrinho Justino Cúmano.
Terá ainda deixado um Diário escrito com dados interessantes para a história das Lutas Liberais, época conturbada que levou a que o "seu" Teatro ficasse com o apaziguante nome de Letes (o rio do esquecimento).